# Krasno
Krasno je naselje v Občini Brda.